# Sandra Adair
Pour les articles homonymes, voir Adair.
Sandra Adair, née Estrin en 1952 à Carlsbad (Nouveau-Mexique), est une monteuse américaine qui travaille avec le réalisateur Richard Linklater depuis 1993.

## Biographie
Sandra Adair est mariée avec le réalisateur Dwight Adair depuis mars 1978.

## Filmographie

### Actrice
- 2012 : Up to Speed

### Réalisatrice
- 2017 : The Secret Life of Lance Letscher

### Monteuse
- 1986 : Maricela (téléfilm)
- 1988 : Allo, je craque (The Telephone)
- 1990 : Smoothtalker
- 1991 : American Playhouse (série télévisée, 1 épisode)
- 1992 : A Tribute to the Boys : Laurel & Hardy (documentaire télévisé)
- 1993 : Génération rebelle
- 1994 : Massacre à la tronçonneuse : La Nouvelle Génération
- 1995 : Before Sunrise
- 1996 : SubUrbia
- 1998 : Le Gang des Newton
- 1998 : They Come at Night
- 2000 : Dream House (série télévisée)
- 2001 : Tape
- 2001 : Waking Life
- 2003 : Live from Shiva's Dance Floor
- 2003 : Rock Academy
- 2003 : Rolling Kansas
- 2003 : Sexless
- 2004 : $5.15/Hr. (téléfilm)
- 2004 : Before Sunset
- 2005 : Bad News Bears
- 2006 : A Scanner Darkly
- 2006 : Fast Food Nation
- 2007 : Elvis and Anabelle
- 2008 : Inning by Inning : A Portrait of a Coach
- 2008 : Orson Welles et Moi
- 2010 : Everything Must Go
- 2011 : Bernie
- 2011 : Sushi : The Global Catch
- 2012 : Shepard & Dark
- 2013 : Before Midnight
- 2014 : Boyhood
- 2015 : A Single Frame
- 2015 : Tumbledown
- 2016 : At the Fork
- 2016 : Everybody Wants Some!!
- 2017 : Last Flag Flying : La Dernière Tournée
- 2017 : The Secret Life of Lance Letscher
- 2019 : Bernadette a disparu (Where'd You Go, Bernadette)
- 2022 : Apollo 10½
- 2023 : Hitman de Richard Linklater

### Productrice
- 2008 : Inning by Inning : A Portrait of a Coach
- 2012 : Shepard & Dark
- 2014 : Boyhood
- 2017 : The Secret Life of Lance Letscher

## Récompenses et distinctions
- (en) Sandra Adair: Awards, sur l'Internet Movie Database